# San Lorenzo (Turin)

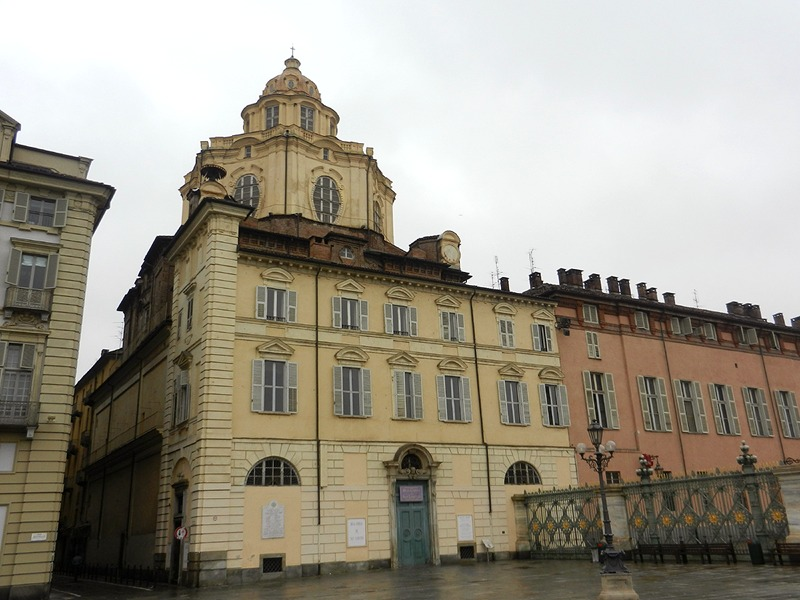
San Lorenzo an der Piazza Castello in Turin.

Die Kirche San Lorenzo an der Piazza Castello in Turin ist ein außergewöhnlich gestalteter Zentralbau des italienischen Barockarchitekten Guarino Guarini, erbaut 1667 bis 1680.

## Geschichte
Ein in romanischer Zeit erwähnter Kirchenbau wurde nach Übergabe an den Orden der Theatiner (1634) für einen Neubau abgerissen. Dieser kam bis 1661 nur schleppend voran, so dass 1666 der Theatinerpater Guarino Guarini an das Projekt berufen wurde. Der gelehrte Philosoph, Mathematiker und Architekt stammte aus dem nahen Modena, hatte aber schon in Messina gebaut und die iberische Halbinsel bereist, von wo er Anregungen aus der islamischen Architektur aufnahm, die dann deutliche Auswirkungen auf seine in Turin realisierten Entwürfe hatten. Nach einem erneuten Abbruch des bis dahin Gebauten begannen 1667 die Arbeiten gemäß Guarinis Plänen. Die Kirche wurde 1680 geweiht. Bau der Fassade, des Chors (1730) und Ausstattungsarbeiten zogen sich aber noch bis ins 18. Jahrhundert hin. Der Theatinerkonvent wurde 1802 aufgelöst.

## Baugestalt

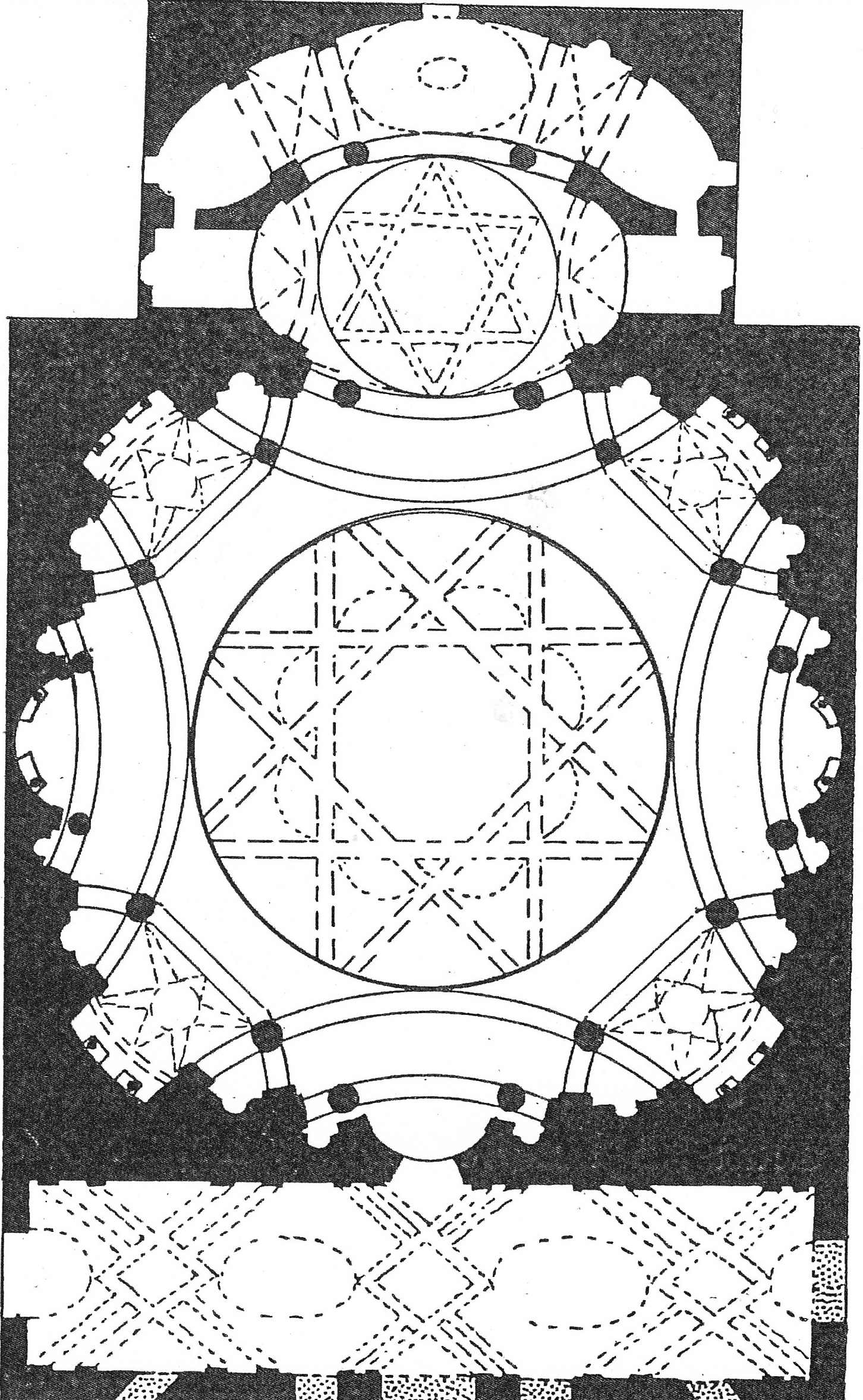
San Lorenzo, Grundriss

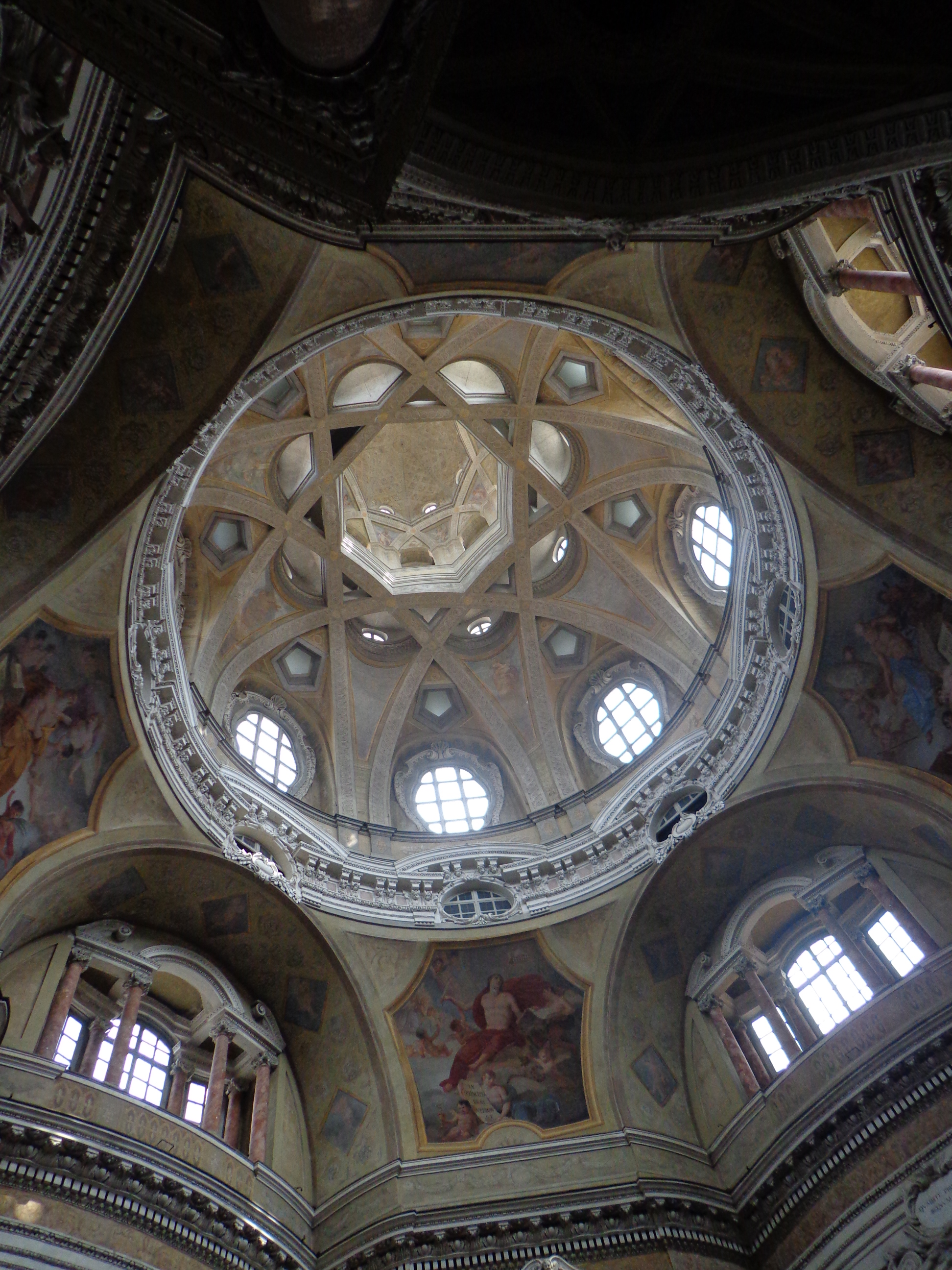
San Lorenzo, Kuppel

Die nicht mehr von Guarini entworfene durchfensterte Front reiht sich unauffällig in die Palastfassaden der Umbauung des Schlossplatzes ein. Dahinter aber, um die Breite der Vorhalle zurückgesetzt, erhebt sich über der Dachlandschaft die Kuppel, deren außerordentliche Konstruktion sich erst im Inneren durch einen Blick in die Höhe erschließt. Das Erdgeschoss ist noch traditionell mit einer Andeutung von Kreuzarmen und Eckkapellen versehen, doch ist die Raumstruktur durch Vor- und Rückschwünge fantasievoll verunklärt. Guarini steigert die Auflösung der Außenhülle und die Zunahme des Lichtes noch mit zunehmender Höhe. Virtuos durchdringen sich geometrische Bögen, bilden einen „Skelettstern sphärisch gespannter Bandrippen“, dessen Vorbilder in der Moschee von Cordoba (961–965) oder der Heilig-Grab-Kapelle in Torres del Río (12. Jahrhundert) gesehen werden können. Die sich überkreuzenden Rippen spielen vermutlich auf den Rost an, auf dem der Heilige Laurentius zu Tode gemartert wurde. Mit noch größerer Kühnheit, aber nach nur auf den ersten Blick ähnlichen Prinzipien, konstruierte Guarini die Kuppel der Grabtuchkapelle im Turiner Dom.

## Ausstattung
Der erste Altar rechts zeigt eine Kreuzigung von Andrea Pozzo (1678), der Hochaltar nach Entwurf von Guarini (1680–1696) im querelliptischen Chor enthält ein Gemälde des Hl. Laurentius von 1775. Der Skulpturenschmuck entstand überwiegend um 1738. Die Ausmalung des Kirchenraumes wurde nach 1802 erneuert.